# رناتو ویگا
رناتو ویگا (انگلیسی: Renato Veiga؛ زادهٔ ۲۹ ژوئیهٔ ۲۰۰۳) بازیکن فوتبال اهل پرتغال است که در حال حاضر برای باشگاه فوتبال یوونتوس به صورت قرضی  بازی می‌کند.
وی همچنین در تیم‌های ملی فوتبال زیر ۱۹ سال پرتغال، زیر ۲۰ سال پرتغال و زیر ۲۱ سال پرتغال بازی کرده است.